# Freistaat Schwarzburg-Sondershausen
Der Freistaat Schwarzburg-Sondershausen entstand nach dem Ersten Weltkrieg aus dem Fürstentum Schwarzburg-Sondershausen. Er existierte vom November 1918 bis zu seiner Vereinigung mit sechs weiteren Frei- und Volksstaaten zum Land Thüringen am 1. Mai 1920.

## Geschichte
Am 12. November 1918 forderte der 1912 zuletzt gewählte Landtag die Fürstliche Staatsregierung einstimmig auf, als Entwurf ein neues Gesetz über das Wahlrecht vorzulegen, und beschloss, als Übergangsorgan einen Landesrat einzurichten. Dieser bestand aus dem Landtagspräsidenten Harald Bielfeld (DDP), den Abgeordneten Wilhelm Bärwinkel (USPD) und Ottokar Keil (DNVP) sowie zwei Mitgliedern, „die das Vertrauen des Volkes genießen“ – Friedrich Eck (USPD) und Emil Zorn, Vorsitzender des Sondershäuser Arbeiter- und Soldatenrats. Am 25. November 1918 dankte Fürst Günther Victor für das Fürstentum Schwarzburg-Sondershausen ab, nachdem er das Gesetz mit den erforderlichen Änderungen des Landesgrundgesetzes, welches der Landtag am gleichen Tag billigte, unterschrieben hatte. Die vollziehende Gewalt hatte damit der Landesrat zusammen mit dem Ministerium. Der Landtag erklärte auf der gleichen Sitzung Schwarzburg-Sondershausen zum „sozialen Volksstaat“.
Noch im Dezember 1918 wurde mit Fürst Günther Victor ein Abfindungsvertrag über dessen Besitz- und Vermögensverhältnisse geschlossen. Das Kammergut mit 24.600 ha Fläche wurde Eigentum des Staates. Dem ehemaligen Landesherrn wurden eine lebenslange jährliche Rente von 210.000 Mark, Nutzungsrechte sowie das Eigentum am wesentlichen Inhalt der Schlösser in Sondershausen und Gehren und Jagdrechte in seinen ehemaligen Kammerforsten zugesprochen.
Bei den Landtagswahlen vom 26. Januar 1919 errang die USPD die absolute Mehrheit an Stimmen und Mandaten. Am 1. April 1919 wurde ein neues Landesgrundgesetz, die einzige Verfassung eines thüringischen Staates ohne Hinweis auf Vorläufigkeit, beschlossen. Dieses enthielt unter anderem eine neue Gemeindeordnung und ein neues Wahlrecht. Einen Tag später erfolgte gemäß der neuen Verfassung die Wahl der Landesregierung. Die bestand zum einen aus beamteten Mitgliedern, dem Staatsminister Theodor Bauer und dem Staatsrat Ernst von Nesse, zum anderen aus parlamentarischen Mitgliedern, nämlich Wilhelm Bärwinkel (USPD), der als Erster der gewählten nichtbeamteten Ministerialmitglieder den Titel Volksminister trug, Harald Bielfeld (DDP), Friedrich Eck (USPD) und Josef Heer (USPD). Am 13. Dezember trat Theodor Bauer nach Differenzen mit der Landtagsmehrheit zurück und wurde durch Ernst von Nesse ersetzt. Zu weiteren beamteten Mitgliedern des Ministeriums wurden Bärwinkel und der bisherige Regierungsrat Wilhelm Toelle gewählt. Neuer Volksminister war Bruno Bieligk.
Am 19. Juni 1919 stimmte der Landtag von Schwarzburg-Sondershausen dem Zusammenschluss der Thüringischen Staaten zu, wobei eine Minderheit für den Anschluss der Unterherrschaft an Preußen votierte. Im Februar 1920 trat eine neue Kirchenverfassung in Kraft, die erstmals die Trennung von Staat und Kirche im Land festschrieb.
Mit der Gründung des Landes Thüringen am 1. Mai 1920 hörte der Freistaat Schwarzburg-Sondershausen formal auf als souveräner Bundesstaat zu bestehen. Das „Gesetz über die Verwaltung der ehemaligen thüringischen Länder in der Übergangszeit“ vom 9. Dezember 1920 wandelte den Freistaat in einen Kommunalverband höherer Ordnung mit Gebietsvertretung und Gebietsregierung um, der schließlich am 1. April 1923 aufgehoben wurde.

## Wahl zum ersten Landtag
- Wahltermin: 26. Januar 1919
- Sitze im Landtag: 16

| Partei       | Ergebnis | Sitze |
| ------------ | -------- | ----- |
| DDP          | 16,05 %  | 3     |
| DNVP         | 15,32 %  | 2     |
| Beamtenliste | 5,79 %   | 1     |
| USPD         | 62,85 %  | 10    |

- Landesregierung: 2. April bis 13. Dezember 1919
 Volksminister Wilhelm Bärwinkel (USPD),
 beamtete Mitglieder Staatsminister Theodor Bauer und Staatsrat Ernst von Nesse
 parlamentarische Mitglieder Harald Bielfeld (DDP), Friedrich Eck (USPD) und Josef Heer (USPD)
- Landesregierung: ab 13. Dezember 1919
 Volksminister Bruno Bieligk (USPD),
 beamtete Mitglieder Staatsminister Ernst von Nesse, Wilhelm Bärwinkel, Staatsrat Wilhelm Toelle,
 parlamentarische Mitglieder Harald Bielfeld (DDP), Friedrich Eck (USPD) und Josef Heer (USPD)
- Liste der Mitglieder des Landtages (Freistaat Schwarzburg-Sondershausen)